# Brie Code
Brie Code est une programmeuse basée à Toronto. Elle est également conférencière, créatrice et directrice générale de Tru Luv. La volonté personnelle de Brie Code est d'étendre le marché des jeux vidéo pour atteindre un public plus large et diversifié en créant des titres plus attractifs que ceux qui existent déjà et qui sont perçus par une partie de la population comme ennuyeux.

## Biographie

### Formation
Elle est titulaire d'un Bachelor en informatique et psychologie de l'université de la Colombie-Britannique,.

### Carrière
Elle commence sa carrière en tant que programmeuse en intelligence artificielle chez Relic Entertainment en 2003, en écrivant le code des jeux Warhammer 40k: Dawn of War et Company of Heroes,,,. Puis elle quitte Relic Entertainment pour rejoindre Pandemic Studios.
Elle part ensuite chez Ubisoft en tant que cheffe de la programmation de l'intelligence artificielle des personnages non-joueurs où elle travaille sur Child of Light ainsi qu'Assasin's Creed II et III,.

### Tru Luv
Brie Code fonde la compagnie de jeux vidéo Tru Luv à la fin de l'année 2015 avec comme objectif la diversification de l'écosystème des jeux vidéo, connu pour son sexisme et la prédominance du gameplay basé sur la réponse combat-fuite, sur le conflit et sur les objectifs,,. Pour cela, Tru Luv collabore avec des communautés marginalisées dont les voix ont été sous-représentées dans l'industrie des jeux vidéo.
Dans ce contexte, les jeux vidéo ont tendance à intéresser seulement une partie de la population qui apprécie les défis et le danger, tandis que l'autre partie de la population les perçoit comme ennuyeux. C'est pour atteindre la partie du public qui favorise la réponse au stress dite « soigne et montre-toi amical » (Tend and befriend (en)) que Brie Code fonde Tru Luv, dont le but est de créer des jeux vidéo qui soient pas basés sur les jeux à somme nulle mais basés sur la réponse tend and befriend.
Tru Luv est la première startup canadienne qui participe à l'Apple Entrepreneur Camp en 2020.

#### #Self Care
#SelfCare est la première application de Tru Luv,,, née en 2018 de la collaboration avec la rédactrice Eve Thomas, qui s'est aperçue que le bien-être personnel était une tendance à la hausse sur Tumblr, et plus précisément chez les femmes qui cherchent à s'échapper du modèle culturel consistant à se négliger pour répondre aux exigences des autres. Cette application, présentée par ses créatrices comme une compagne digitale, cherche à offrir une échappatoire au stress de la vie quotidienne, à relaxer ses utilisateurs et utilisatrices et à les sensibiliser quant à l'importance des soins personnels en offrant un gameplay qui va de l'inconfortable à l'agréable, contrairement aux jeux standards qui vont du facile au difficile.
Plus précisément, l'application propose à ses utilisateurs et utilisatrices une immersion dans une chambre remplie de tâches apaisantes, qui sont des jeux censés être faciles et satisfaisants, tels que s'occuper des plantes ou trier le linge par couleur,.
#SelfCare est notée comme l'une des meilleures tendances de l'année 2018 sur Apple et dépasse en 2019 les deux millions de téléchargements sans aucun type de marketing,.